# Poštovní (Prachatice)
 Poštovní  je ulice v Prachaticích situované v městské památkové rezervaci na silniční parcele 1511/17. V ulici je 7 čísel popisných.Její začátek tvoří křižovatka se Solní ulicí a končí křižovatkou s ulicí Husova.Současný název ulice nese od nejméně roku 1837.

## Historie a popis
Stejně jako Křišťanova ulice vznikala i Poštovní až ve 2. polovině 15. století zástavbou severozápadní strany Velkého náměstí novým domovním blokem. Poloha a historie této ulice je tak spojena s navazující Křišťanovou ulicí,Po požáru Prachatic v roce 1832 byla hradbami proražena Nová brána a Husova ulice navazující na Poštovní se stala jednou ze tří ulic umožňujících výjezd a vjezd do města.Situace v místě dnešní ulice je zachycena na mapách druhého vojenského mapování, které byly dokončeny v roce 1852 a na mapách třetího vojenského mapováníTakto ulici zachycuje též plán Prachatic z roku 1837.Vyznačena je i na mapách vymezujících prachatickou městskou památkovou rezervaci.

## Název ulice
První doložený název ulice (1791) byl Platzgasse. Plán města z roku 1837 zaznamenává změnu názvu na Postgasse podle budovy pošty. Po roce 1918 se začíná používat český ekvivalent Poštovní ulice i poté, kdy prachatická pošta byla přemístěna.

## Architektonický a urbanistický význam Poštovní ulice
Poštovní ulice v Prachaticích tvoří součást uliční sítě městské památkové rezervace.Je hmotným dokladem vývoje středověké zástavby Prachatic.Archivní výzkum v kontextu historie centra městaa stavebně historický průzkum ukazují vývoj historického jádra od 15. do 20. století. V ulici se dochovaly domy, jejichž fasády jsou zdobeny nejvýznamnějšími renesančními freskami a sgrafity ve městě, např. čp. 114 na parc. č. 69/1, nebo čp. 119 na parc. č. 60.Významným dokladem o urbanistickém vývoji města je návaznost Poštovní ulice na domy na Velkém náměstí, z jehož zmenšení Poštovní (a Křišťanova) ulice vznikla. Významnou informací o životě ve městě je i vývoj českého a německého názvu ulice v národnostně smíšených Prachaticích. Dějiny ulice a jejích domů jsou též příspěvkem k dějinám Prachatic a jejich místopisu.7 domů v Poštovní ulici (ze 7) je zapsáno v Ústředním seznamu kulturních památek. V ulici byla provedena rekonstrukce sítí a zádlažba kamennými kostkami.

### Domy v Poštovní ulici zapsané v Ústředním seznamu kulturních památek
V Poštovní ulici jsou evidovány tyto nemovité kulturní památkyzapsané v Ústředním seznamu kulturních památek:
- Poštovní čp. 86 (Prachatice)
- Poštovní čp. 117 (Prachatice)
- Poštovní čp. 118 (Prachatice)
- Poštovní čp. 116 (Prachatice)
- Poštovní čp. 178 (Prachatice)
- Poštovní čp. 115 (Prachatice)
- Poštovní čp. 114 (Prachatice)
- Poštovní čp. 119 (Prachatice)

## Galerie

### Mapy centra a Poštovní

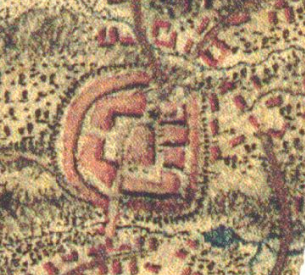
Prachatice na mapách prvního vojenského mapování (1764–1783)
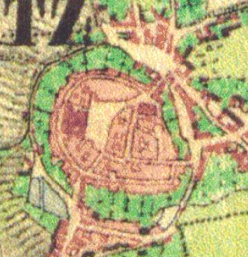
Prachatice na mapách druhého vojenského mapování (1836–1852)

### Pohledy do Poštovní ulice

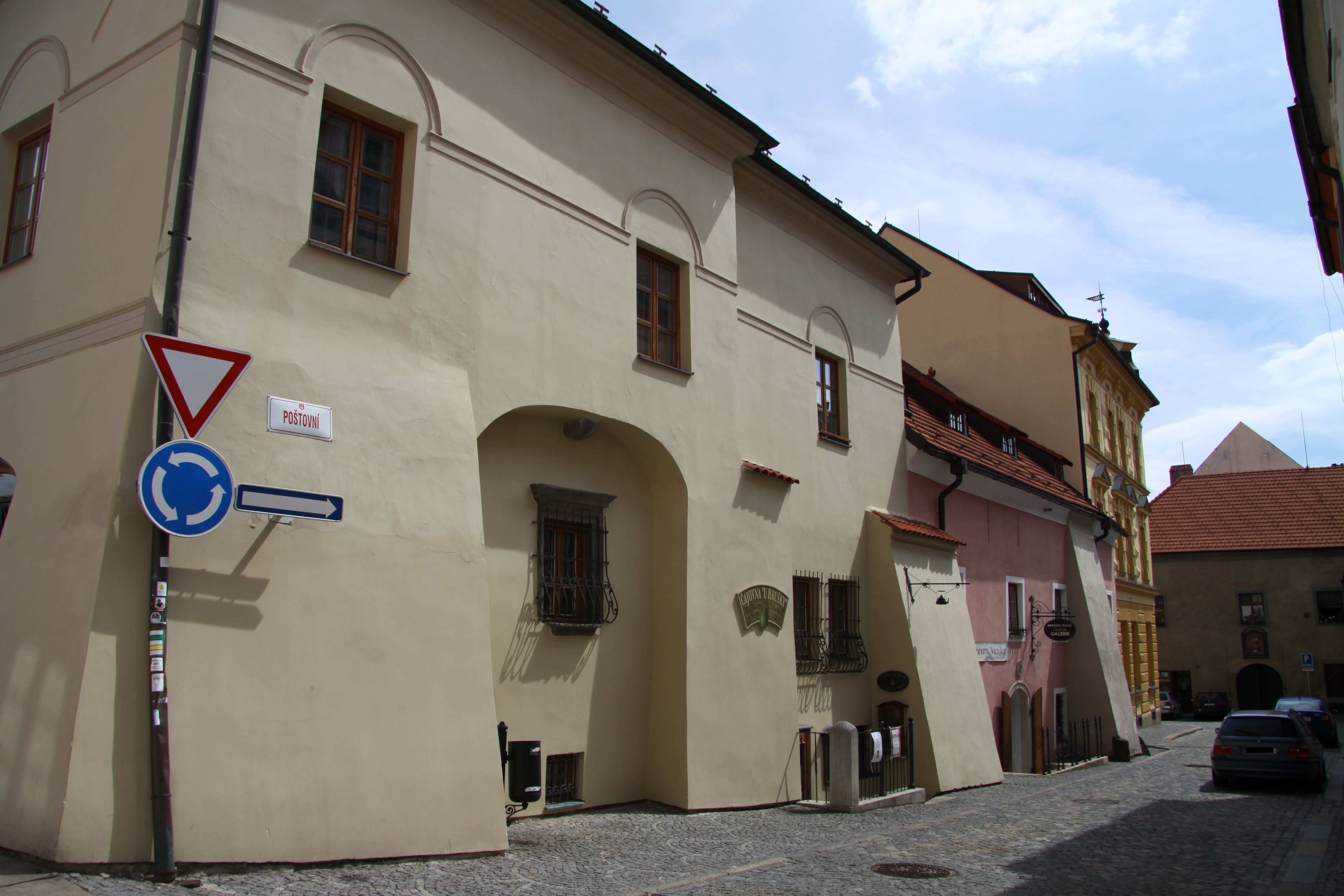
Poštovní ulice - nároží se Solní ulicí
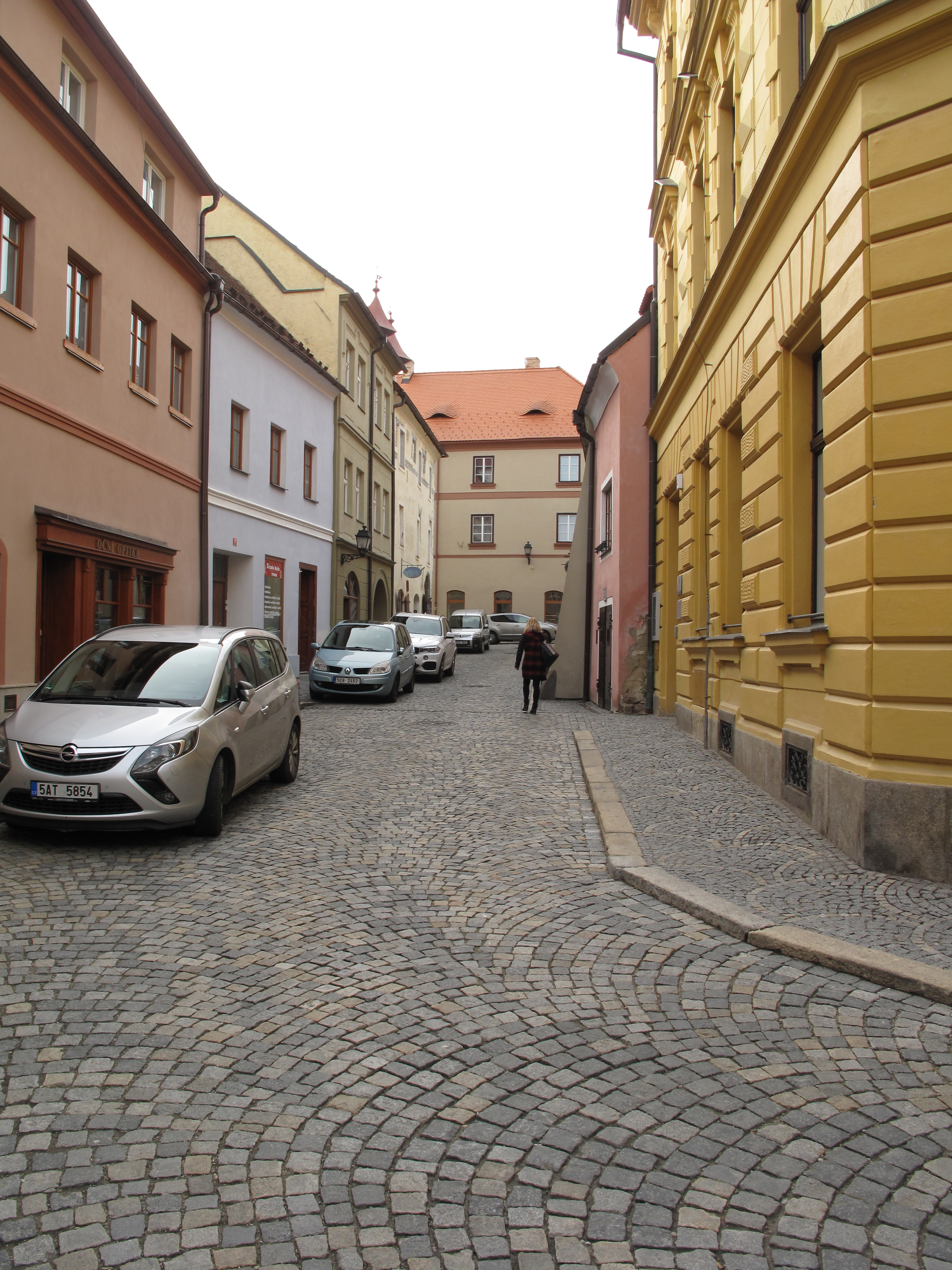
Pohled do Poštovní ulice
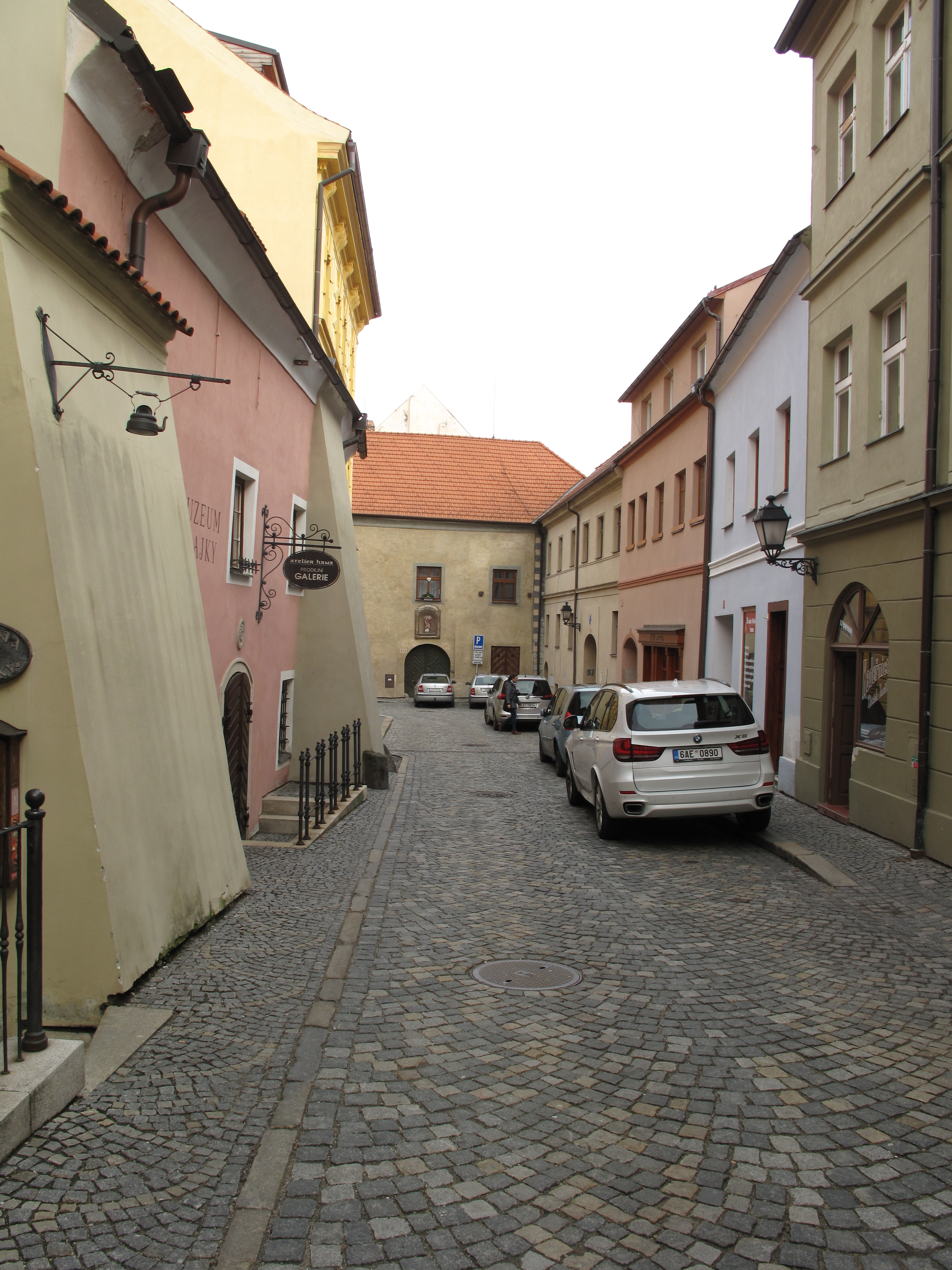
Pohled do Poštovní ulice
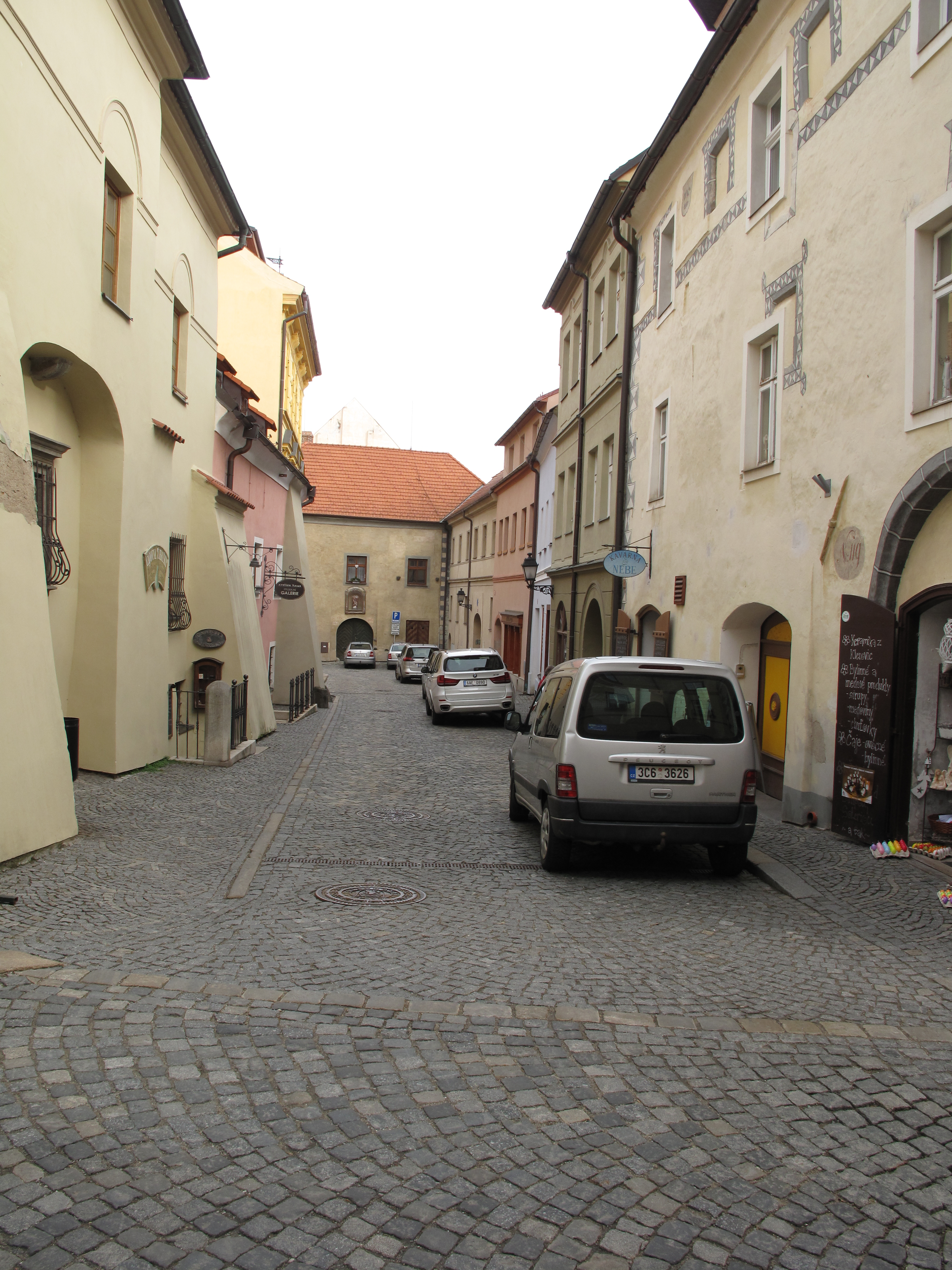
Pohled do Poštovní ulice
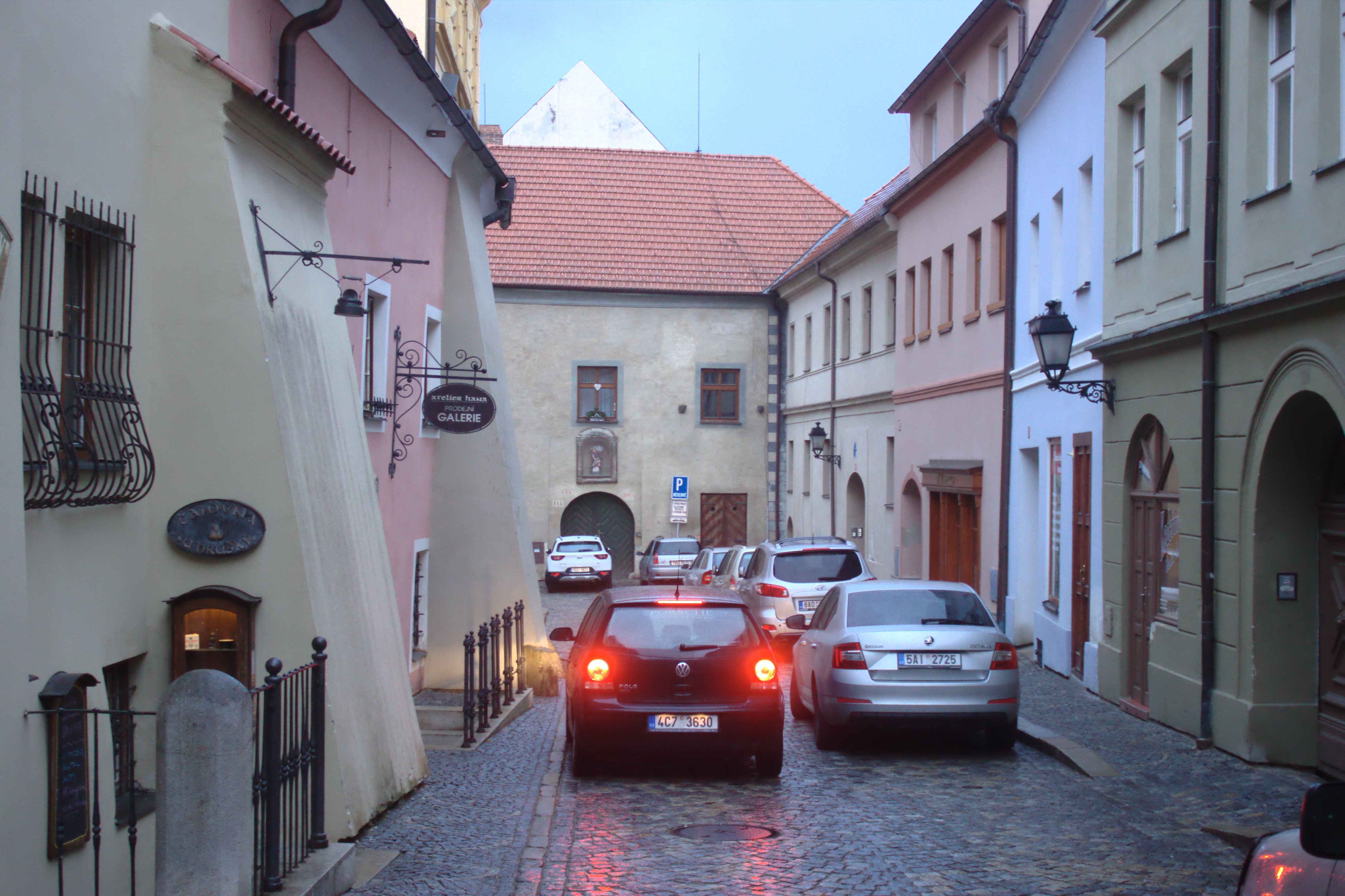
Pohled do Poštovní ulice

### Detaily Poštovní ulice

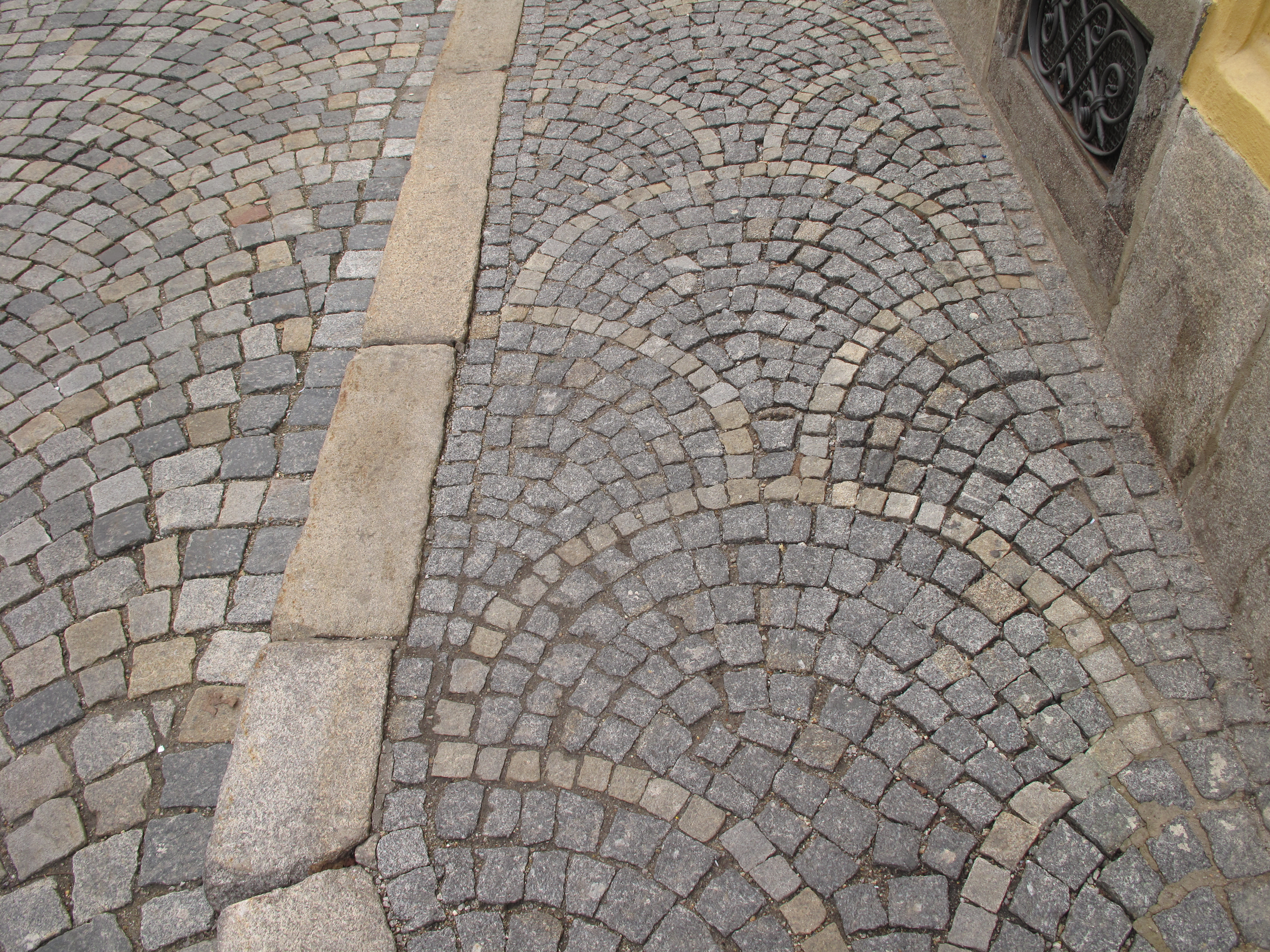
Detaily zádlažby Poštovní ulice
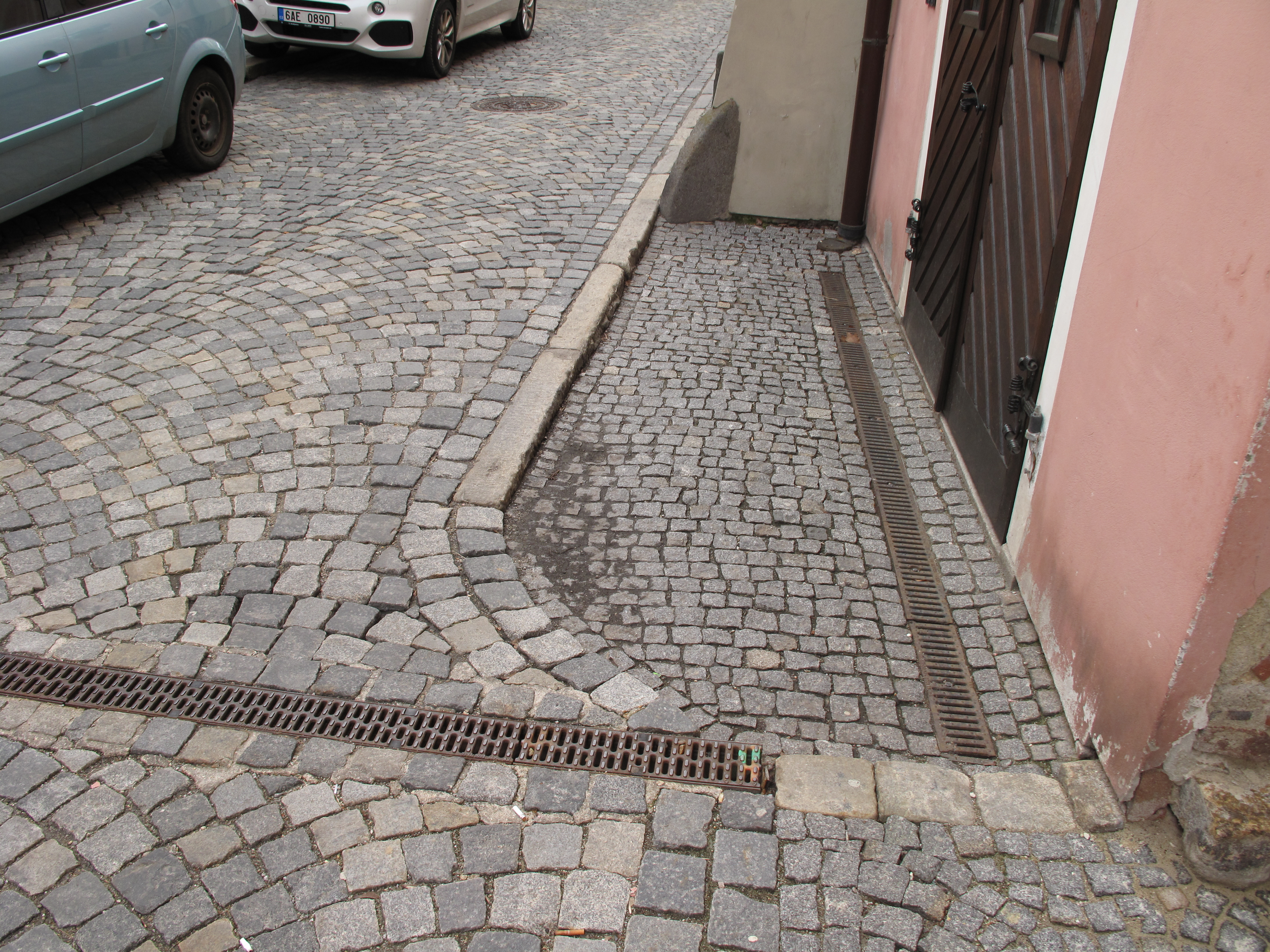
Detaily zádlažby Poštovní ulice

### Domy v Poštovní ulici

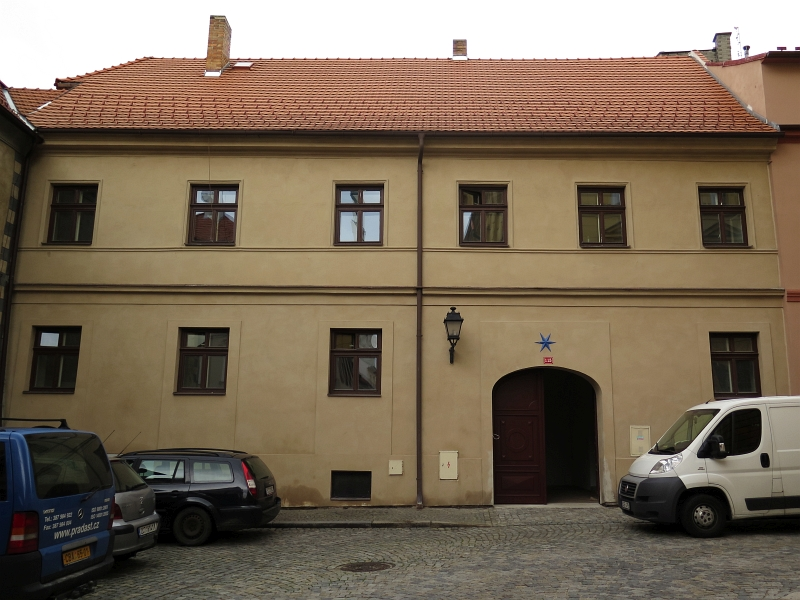
Prachatice, Poštovní 115
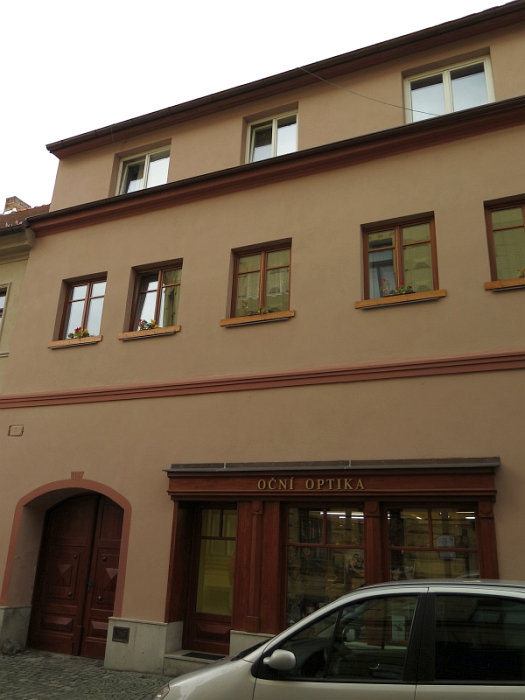
Prachatice, Poštovní 116
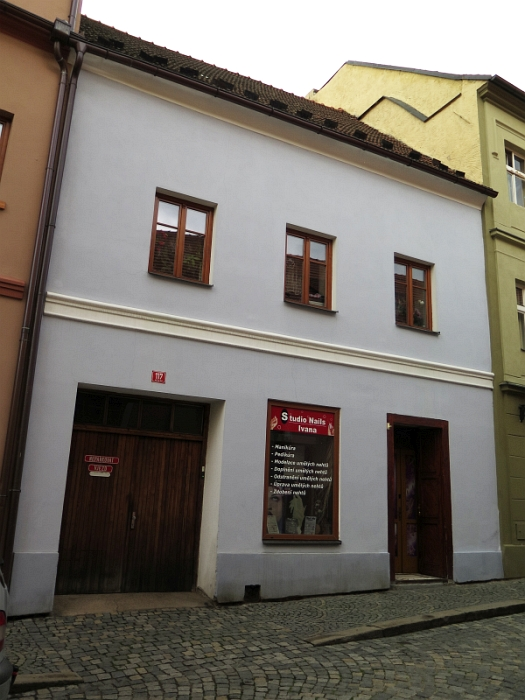
Prachatice, Poštovní 117
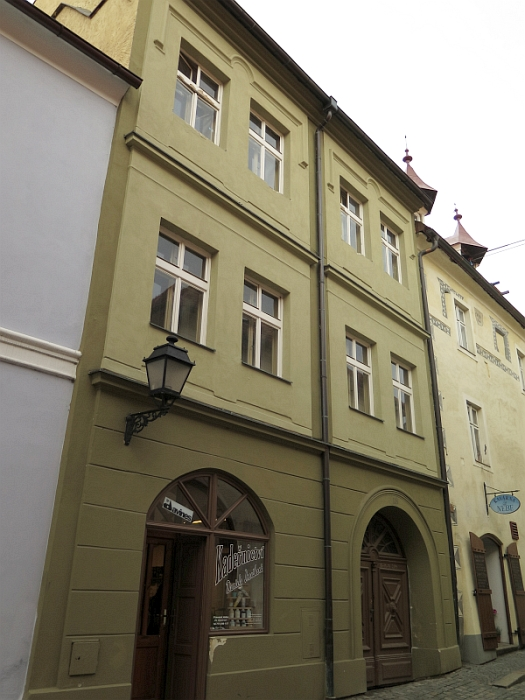
Prachatice, Poštovní 118
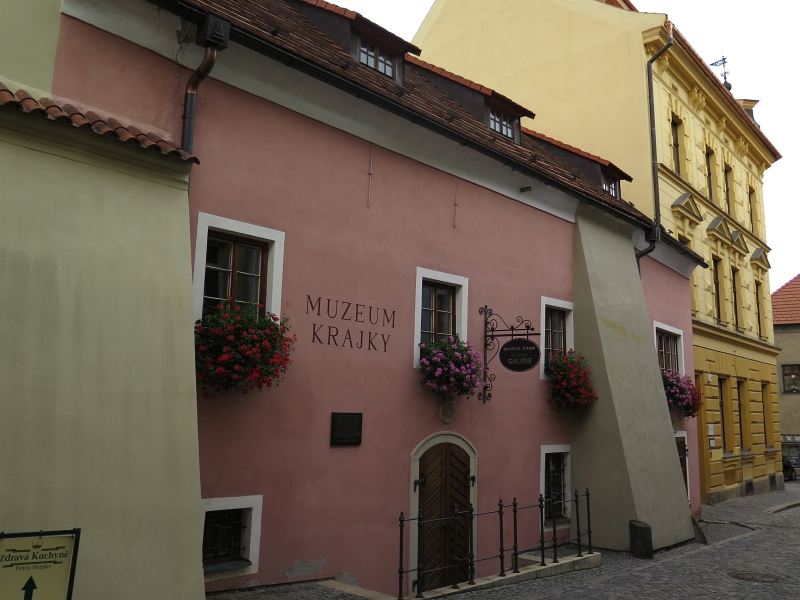
Prachatice, Poštovní 119
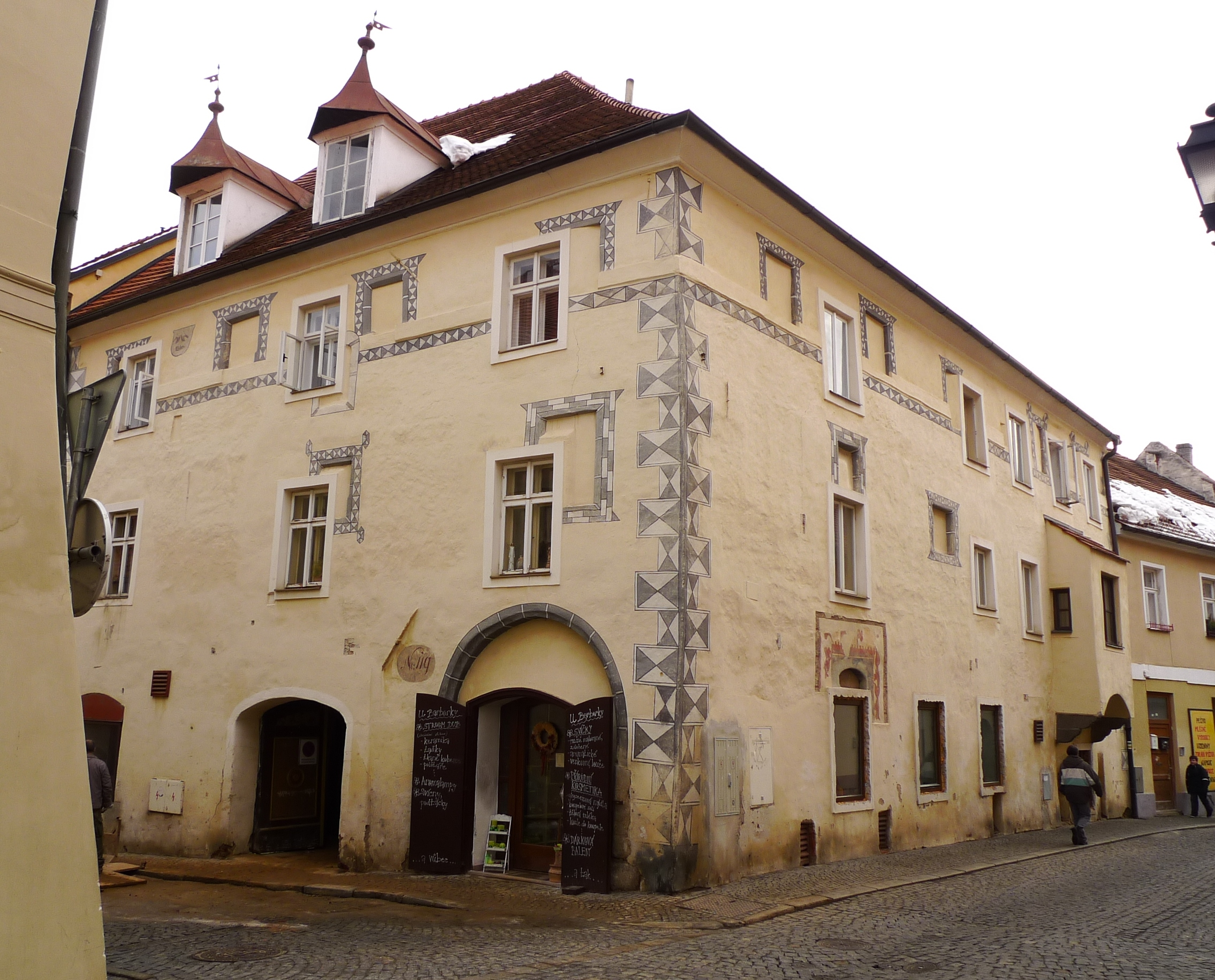
Prachatice, Poštovní 119
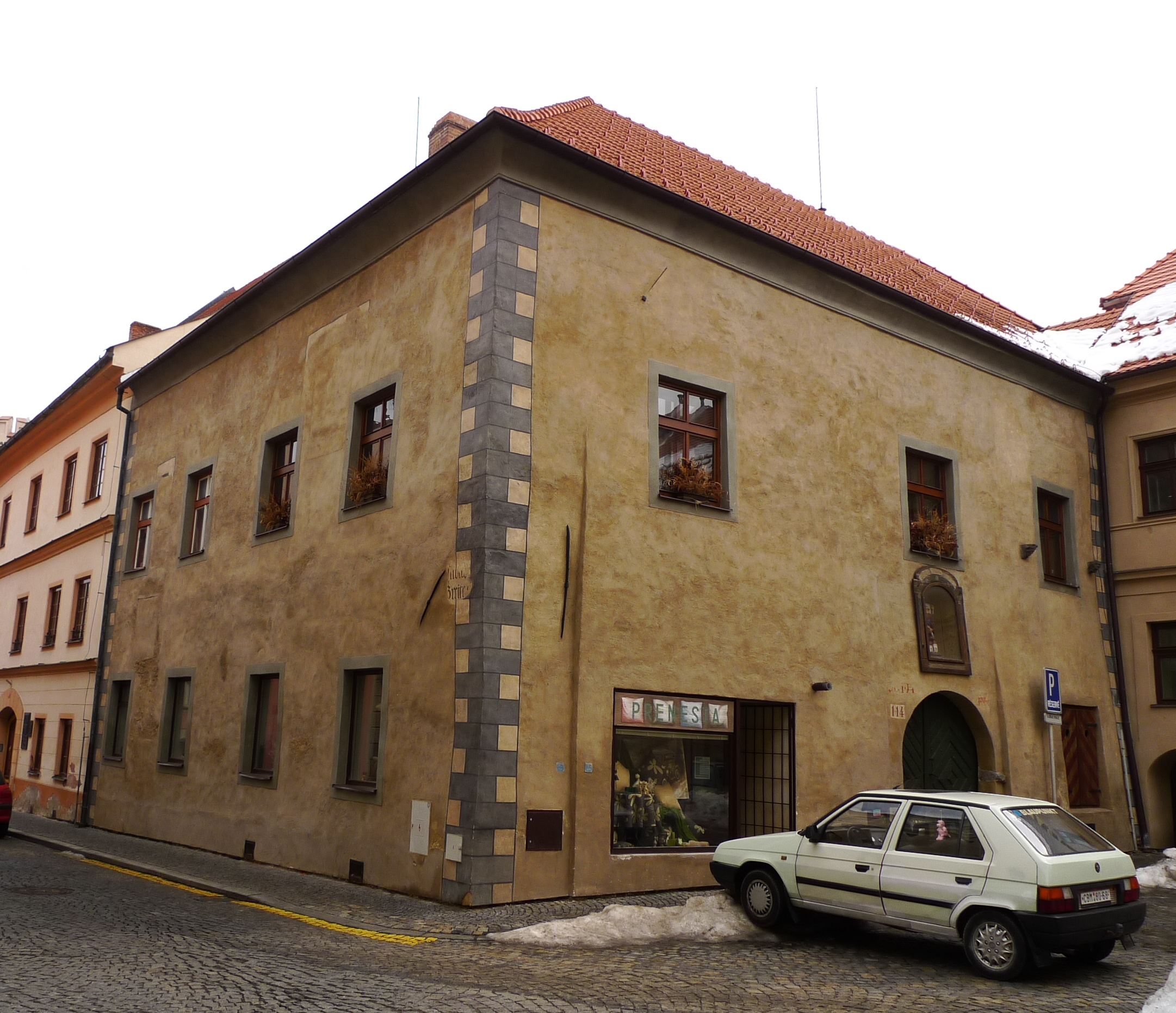
Prachatice, Husova čp. 114, nároží s Poštovní ulicí
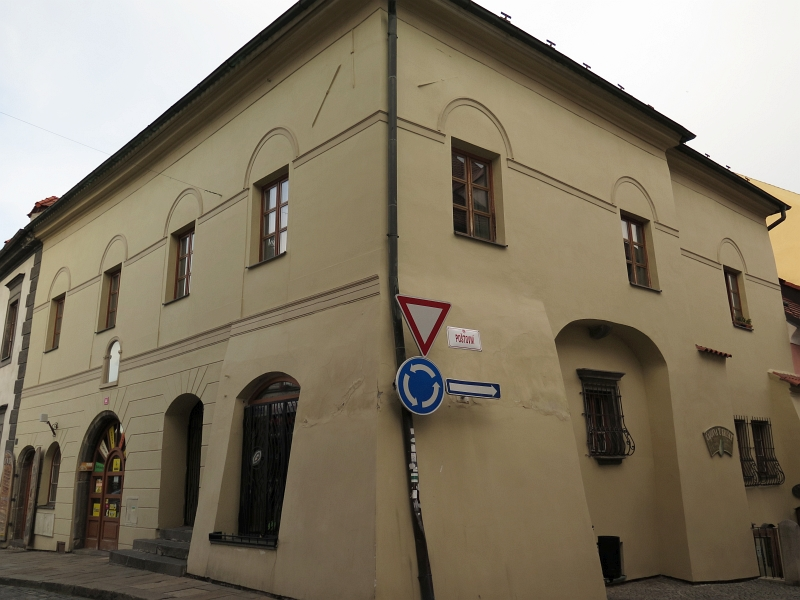
Prachatice, Velké náměstí 44, nároží s Poštovní ulicí